# Holland's Got Talent (seizoen 8)
Het achtste seizoen van Holland's Got Talent, een Nederlandse talentenjacht, werd op 8 april 2016 uitgezonden door RTL 4. Dit seizoen wordt voor het eerst weer op de vrijdagavond uitgezonden.
De presentatie en jury is voor het eerst na jaren weer veranderd, Robert ten Brink heeft het stokje doorgegeven aan Johnny de Mol. Gordon Heuckeroth, Dan Karaty, Chantal Janzen en Angela Groothuizen zijn de juryleden, voor het eerst zijn er vier juryleden in Nederland.
Sinds dit seizoen zijn de 4 live halve finales veranderd, namelijk in 3 halve finale's die niet live uitgezonden worden. De finale is wel nog steeds live.